# Celestial
«Celestial» (с англ. — «Небесный») — песня британского певца Эда Ширана, вышедшая 29 сентября 2022 года в качестве отдельного сингла. Он был выпущен в сотрудничестве с The Pokémon Company и появится в предстоящих играх Pokémon Scarlet и Violet, которые должны выйти 18 ноября 2022 года. Ширан написал песню вместе со Стивом Маком и Джонни Макдэйдом и спродюсировал её вместе с Маком. Песня была выпущена вместе с клипом, в котором Ширан взаимодействует с различными покемонами. «Celestial» дебютировал на шестом месте в официальном хит-параде Великобритании Official Singles Chart.

## История
Ширан рассказал, что во время поездки в Японию он встретил некоторых сотрудников из игры Pokémon и «пошутил, что напишет для них песню», что и привело к сотрудничеству. Ширан также рассказал, что играл в покемонов ещё в начальной школе, и назвал это «такой честью — добавить песню в игру Pokémon и снять ностальгическое видео». Ранее он сотрудничал с Pokémon Company для выступления в Pokémon Go, а также рекламировал Чемпионат мира по покемонам 2022 года (Pokémon World Championships) в Лондоне.

## Музыкальное видео
Официальное музыкальное видео было выпущено вместе с песней 29 сентября 2022 года, режиссером выступил Юити Кодама. В нем Ширан взаимодействует с различными покемонами в стиле скетча, включая «Снорлакса, который спасает Ширана от автомобильной аварии, и Лапраса, который переправляет его через реку». Внешность покемонов была нарисована арт-директором Ю Нагабой в стиле, в котором Ширан рисовал их, когда был моложе.

## Чарты

### Еженедельные чарты
| Чарт (2022)                     | Высшая позиция |
| ------------------------------- | -------------- |
| Австралия (ARIA)                | 57             |
| Бельгия/Фландрия (Ultratop 50)  | 22             |
| Германия (GfK)                  | 46             |
| Ирландия (IRMA)                 | 23             |
| Япония (Oricon)                 | 22             |
| Япония (Billboard Japan)        | 5              |
| Нидерланды (Dutch Top 40)       | 25             |
| Нидерланды (Single Top 100)     | 63             |
| Новая Зеландия (RMNZ)           | 3              |
| Норвегия (VG-lista)             | 36             |
| Швеция (Sverigetopplistan)      | 27             |
| Швейцария (Schweizer Hitparade) | 16             |
| Великобритания (OCC UK Singles) | 6              |

## История релиза
| Регион | Дата             | Формат                     | Лейбл           | Ссылка |
| ------ | ---------------- | -------------------------- | --------------- | ------ |
| Мир    | 29 сентября 2022 | Цифровые загрузки стриминг | Asylum Atlantic | [ 1 ]  |
| Италия | 30 сентября 2022 | Radio airplay              | Warner          | [ 18 ] |